# Sticherus loheri
Sticherus loheri là một loài dương xỉ trong họ Gleicheniaceae. Loài này được Christ Copel. mô tả khoa học đầu tiên năm 1947.